# Baci rubati (manga)
Baci rubati (むちゃくちゃ大好き?, Muchakucha Daisuki) è un manga di Ako Shimaki pubblicato in Giappone tra il 2001 e il 2002 in quattro tankōbon. In Italia è stato pubblicato da Star Comics a cadenza mensile da dicembre 2007 a marzo 2008.

## Trama
Aoi Katagiri è una giovane ragazza cresciuta in campagna, che non sopporta l'idea di trasferirsi a Tokyo. Poco prima della sua partenza incontra Tsuyoshi Sugita, un ragazzo della sua età che vive a Tokyo e si trova in visita dai parenti; questo primo incontro in cui il ragazzo le ruba un bacio le farà cambiare idea sulle persone che vivono in città.
In seguito al trasloco Aoi trova a frequentare la stessa scuola superiore di Tsuyoshi, ma il ragazzo ora sembra essere un altro; così lei decide di adeguarsi allo stile di vita cittadino, costringendo il ragazzo (alquanto geloso) a rivelare i propri sentimenti. A questo punto l'amore di Tsuyoshi e Aoi verrà ostacolato più volte: prima da Heita (amico d'infanzia della ragazza, innamorato di lei, che l'ha seguita in città), poi dal padre di Aoi, a cui Tsuyoshi sembra non piacere molto, e infine dalla malattia che colpisce la protagonista e la porterà alla morte, dividendo per sempre i due giovani.
Nel primo e nell'ultimo volume sono inserite inoltre alcune storie brevi che hanno sempre come tema l'amore, trattato a volte in modo comico. I due capitoli autoconclusivi del primo volume si intitolano Amore e L'uomo del fiume; mentre i tre presenti nell'ultimo sono Cade la neve aspettando la sera, Il nostro appuntamento da innamorati e Piccolo racconto di lacrime d'amore.